# Disanthus ovatifolius
Disanthus ovatifolius (sừng gỗ nhiều hạt) là một loài thực vật có hoa trong họ Kim lũ mai, được các nhà khoa học Viện Thực vật Komarov thuộc Viện Hàn lâm Khoa học Nga, khoa Hệ thống và Tiến hóa Thực vật thuộc Đại học Zürich kết hợp Viện Sinh thái và Tài nguyên sinh vật, Viện Hàn lâm Khoa học và Công nghệ Việt Nam phát hiện tại vùng núi Nhìu Cô San, xã Y Tý, huyện Bát Xát, tỉnh Lào Cai, Tây Bắc Việt Nam và công bố khoa học trên tạp chí Phytotaxa ngày 2/6/2017.

## Phát hiện và đặt tên
Disanthus ovatifolius khác biệt với loài cùng chi Disanthus cercidifolius bởi các đặc điểm hình thái học như lá hình trái xoan hẹp hơn và quả có mấu.